# 盛岡電気
盛岡電気（もりおかでんき）は、かつて岩手県に存在した電力会社である。

## 概要
盛岡市を供給区域とした岩手県下で最初の電気事業であり、後に、中小の電気会社を合併していった。

宇津野発電所に関連してカーバイト工場を設けるなど、製造工業や製氷業、電気鉄道へと電力利用を多角的に経営した企業。
また、鉱業面でも需要が急速に伸び、釜石鉱山は大口需要者であった。

## 沿革
- 1896年（明治29年）、村井弥兵衛ら盛岡財界人の有志と当時盛岡市長だった清岡等は、仙台の三居沢発電所などを視察。
- 1904年（明治37年）7月、「盛岡電気株式会社」が設立（資本金10万円）。初代社長は清岡等。
  - 同年 宇津野発電所が着工、1905年（明治38年）9月から営業を開始。
- 1918年（大正7年）：「盛岡電気工業株式会社」に社名変更。
- 1919年（大正8年）：岩手電気工事を合併。
- 1921年（大正10年）：花巻電気及び釜石電燈を合併。
- 1922年（大正11年）：遠野水力電気と温泉軌道を合併。
- 1923年（大正12年）：付帯事業として花巻温泉を形成。
  - 同年：花巻温泉線（西花巻 - 花巻温泉間）開業。
- 1926年（大正15年）：新設会社の花巻温泉電気鉄道へ鉄軌道路線を譲渡。
- 1927年（昭和2年）：電気業界の整理・合併により「盛岡電灯株式会社」に社名変更。
- 1928年（昭和3年）：岩手水力電灯と宮古電気を合併。また、秋田電業の買収を足がかりとして、鷹巣電気、二ッ井電気、北秋電気、由利水力電気、院内電気、刈和野電気、東北興業を傘下とした[3]。
- 1938年（昭和13年）：刈屋電気が譲渡され、三陸水電と小川電気を合併。「奥羽電灯株式会社」に社名変更。
- 1939年（昭和14年）：岩泉電気と九戸水力電気を合併
- 1941年（昭和16年）：配電統制令が公布。奥羽電灯、東北電灯は「東北配電株式会社」の指定会社となる。
- 1942年（昭和17年）：第1次統合により奥羽電灯は解散し、東北配電株式会社に統合される。

昭和12年以降は、電力事業にも国家権力が影響し事業が開発されるとともに、統合規制される機運が強くなった 。

## 関連事項
- 金田一勝定
- 清岡等
- 花巻電鉄